# Rainbow Dome Musick
Albums de Steve Hillage
Live Herald
(1978) Open
(1979)
Rainbow Dome Musick est un album de musique ambient de Steve Hillage, réalisé avec sa compagne de longue date Miquette Giraudy.
C'est un grand virage dans sa discographie. En effet, dans cet album Steve quitte le style rock progressif et psychédélique pour un disque qui est une des pierres angulaires de la musique ambient.
Il supprime la rythmique, la batterie et la basse, il ne reste que des boucles de synthétiseurs, de la guitare en ambiance, des sons de ruisseaux et des cloches tibétaines.
On aurait tort de ne voir dans cet album que de la musique calme. En effet, les boucles des séquenceurs sont très puissantes et ouvrent la voie à tout un pan de la techno actuelle.
Cet enregistrement annonce la future carrière du couple Hillage-Giraudy dans System 7 à partir de 1990.

## Liste des titres
1. Garden of Paradise - 23:15
2. Four Ever Rainbow - 20:30

## Musiciens
- Steve Hillage - guitares électrique et glissando, piano électrique Fender Rhodes, synthétiseur ARP, synthé Moog.
- Miquette Giraudy – double séquencer, Fender Rhodes, ARP, cloches tibétaines.
- Rupert Atwill – Eventide harmoniser.